# Bernard Schmetz
Bernard Jules Robert Schmetz (ur. 21 kwietnia 1904 w Orleanie, zm. 11 czerwca 1966 w Paryżu) – francuski szpadzista, trzykrotny medalista olimpijski i wielokrotny medalista mistrzostw świata.
Na igrzyskach olimpijskich w Amsterdamie w 1928 roku wspólnie z Georgesem Buchardem, Armandem Massardem, Gastonem Amsonem, Émile'em Cornicem i René Barbierem zdobył srebrny medal w szpadzie drużynowej. Na rozgrywanych cztery lata później igrzyskach olimpijskich w Los Angeles Francuzi w składzie: Fernand Jourdant, Bernard Schmetz, Georges Tainturier, Georges Buchard, Jean Piot i Philippe Cattiau zdobyli drużynowo złoty medal. W zawodach indywidualnych zajął piąte miejsce, w rundzie finałowej wygrywając siedem z jedenastu pojedynków. Brał też udział w igrzyskach olimpijskich w Berlinie w 1936 roku, gdzie razem z Philippe'em Cattiau, Michelem Pécheux, Georgesem Buchardem, Henrim Dulieux i Paulem Wormserem zdobył brązowy medal w turnieju drużynowym. 
Podczas mistrzostw świata w Liège w 1930 roku (oficjalnie imprezy tego cyklu rozgrywane są pod tą nazwą od 1937) André Baur, Philippe Cattiau, André Labatut, Jean Lacroix, André Rossignol i Bernard Schmetz zdobyli brązowy medal w zawodach drużynowych. W tej samej konkurencji zdobywał następnie złoty medal na mistrzostwach świata w Paryżu (1937), srebrny na mistrzostwach świata w Wiedniu (1931) oraz kolejne brązowe na mistrzostwach świata w Budapeszcie (1933) i mistrzostwach świata w Pieszczanach (1938). Ponadto wywalczył cztery medale w turniejach indywidualnych: złoty na MŚ 1938, srebrny na MŚ 1931 (za Buchardem) oraz brązowe na MŚ 1933 (za Buchardem i Włochem Saverio Ragno) i MŚ 1937 (za Michelem Pécheux i Włochem Edoardo Mangiarottim).
W latach 1930–1932 zdobywał mistrzostwo Francji w szpadzie. Po zakończeniu kariery utworzył sekcję szermierki w klubie Racing Club de France, był również wiceprezesem Francuskiej Federacji Szermierki.